# Jeppe Agger Nielsen
Jeppe Agger Nielsen (født 19. februar 1974) er dansk professor ved Aalborg Universitet. Hans forskningsområde har fokus på digital innovation og digital transformation med fokus på offentlig velfærd.

## Uddannelse og karriere
Jeppe Agger Nielsen er uddannet cand.scint.adm ved Aalborg Universitet, hvor han også tog sin PhD. I dag er han ansat som professor for Institut for Politik & Samfund ved Aalborg Universitet. Han er derudover forskningsleder ved Center for IT ledelse (CIM).

## Publikationer
Jeppe Agger Nielsen har udgivet en lang række peer reviewed artikler, monografier og bøger. Hans forskning er udgivet i toneangivende tidsskrifter som MIS Quarterly, Organization Studies, International Journal of Management Reviews, Journal of the Association of Information Systems, European Journal of Information Systems, British Journal of Management, and Government Information Quarterly.
Udvalgte peer reviewed publikationer:
- Noesgaard, M., Nielsen, J. A., Jensen, T. B. & Mathiassen, L. (2023). Same But Different: Variations in Reactions to Digital Transformation Within an Organizational Field. Journal of the Association of Information Systems, 24(1), 12-34
- Nielsen, J. A., Mathiassen, L. & Newell, S. (2022). Multidirectional idea travelling across an organizational field. Organization Studies, 43(6): 931-952
- Aaen, J., Nielsen, J. A. & Carugati (2022). The dark side of data ecosystems: A longitudinal study of the DAMD project. European Journal of Information Systems, 31 (3): 288-312
- Nielsen, J. A., & Wæraas, A., & Dahl, K. (2020). When management concepts enter the public sector: a dual-level translation perspective. Public Management Review, 22 (2): 234-254
- Nielsen, J. A., Mathiassen, L & Hansen, A. M. (2018). Exploration and Exploitation in Organizational Learning: A Critical Application of the 4I Model. British Journal of Management, 29 (4): 835-850
- Wæraas, A., & Nielsen, J. A., (2016). Translation Theory ‘Translated’: Three Perspectives on Translation in Organizational Research. International Journal of Management Reviews, 18 (3): 236-270.
- Nielsen, J. A., Mathiassen, L. & Newell, S. (2014). Theorization and Translation in IT Institutionalization: Evidence from Danish Home Care. MIS Quarterly, 38(1): 65-86.
- Nielsen, J. A., & Pedersen, K. (2014). IT Portfolio Decision-making in Local Governments: Rationality, Politics, Intuition and Coincidences. Government Information Quarterly, 31 (3): 411–420.

## Priser
- Best paper award at Academy of Management annual meeting, 2019.[4]
- Top downloaded paper, British Journal of Management, 2018/2019.[5]
- Research Paper nomination: European Research Paper of the Year, 2015.[6]
- Selected for the “Social Science Research Talent Program”. Aalborg University, 2015-2016.[7]
- Best Paper Award, EGPA conference, 2012.[8]